# Alekszej Mihajlovics Csalij
Alekszej Mihajlovics Csalij (oroszul: Алексей Михайлович Чалый; 1961. június 13. –) orosz politikus. 2014. február 23-tól Szevasztopol önjelölt polgármestere, majd március 18-tól, az Oroszországi Föderációhoz való csatlakozás után rövid ideig a szövetségi jelentőségű város Szevasztopol első kormányzója.